# Windows Phone Store
Windows Phone Store (precedentemente: Marketplace) è stato un servizio, sviluppato da Microsoft, disponibile per Windows Phone che permetteva agli utenti di cercare e scaricare applicazioni sviluppate per il sistema operativo.
Come tutti i software per Windows Phone presentava l'interfaccia grafica nel linguaggio di design Microsoft, e gli utenti possono cercare tra le categorie, vedere le caratteristiche, visualizzare i commenti e le immagini di anteprima, controllare il prezzo.

## Storia
Windows Phone Store è stato lanciato insieme con Windows Phone il 21 ottobre del 2010 nella maggior parte dei paesi. È stato dichiarato che il 4 ottobre, due settimane prima del lancio, il software per lo sviluppo delle applicazioni era stato già scaricato da oltre mezzo milione di utenti. A una settimana dal lancio, il Marketplace (successivamente detto Windows Phone Store) contava già oltre 5 000 applicazioni scaricabili.
A un anno dal lancio, il 21 ottobre del 2011 il Marketplace contava oltre 34 000 applicazioni scaricabili. Il 25 febbraio sono state superate le 70 000 app.
Ad aprile 2013 contava 120 000 applicazioni. Con il lancio di Mango (alias Windows Phone 7.5) la Microsoft ha svelato il sito online del Marketplace, questo offre numerose caratteristiche come la possibilità di installare applicazioni sul proprio telefono senza collegarlo.
Nel novembre del 2013 ha superato le 190 000 applicazioni.
Con il lancio di Windows Phone 8.1 il Windows Phone Store ha subito un netto miglioramento con supporto al changelog, alle Universal App (Windows 8.1 - Windows Phone 8.1), alle raccolte di app e molto altro. La pagina web non ha ricevuto tutti i miglioramenti. Inoltre gli sviluppatori possono rispondere ai commenti degli utenti direttamente dallo store.
Al 17 giugno 2014 secondo le fonti di Microsoft lo store ha superato le 245 000 applicazioni.
Microsoft annuncia che il giorno 15 luglio 2014 lo store ha superato le 270 000 applicazioni.
Il giorno 8 agosto 2014 il Windows Phone Store raggiunge quota 300 000 applicazioni presenti.
Nel marzo 2015 Windows annuncia che lo store ha raggiunto le 560 000 applicazioni presenti.
Microsoft annuncia la chiusura dello Store di Windows Phone 8.1, prevista per il 16 dicembre 2019.
Il 16 dicembre 2019 lo Store smette di funzionare.

## Applicazioni
| Anno | Mese     | Applicazioni disponibili | Downloads |
| ---- | -------- | ------------------------ | --------- |
| 2010 | Ottobre  | 5 000                    |           |
| 2011 | Ottobre  | 34 000                   |           |
| 2012 | Febbraio | 70 000+                  |           |
| 2013 | Aprile   | 120 000+                 |           |
| 2013 | Novembre | 190 000+                 |           |
| 2014 | Giugno   | 245 000+                 |           |
| 2014 | Luglio   | 270 000+                 |           |
| 2014 | Agosto   | 300 000+                 |           |
| 2015 | Marzo    | 560 000                  |           |

## Universal App
Le Universal App permettono di acquistare una sola volta l'applicazione e gli acquisti in-app e di installarla su dispositivi Windows 8.1 e Windows Phone 8.1: infatti se un'app viene comprata sullo “store” di Windows Phone 8.1 ed è disponibile anche nello “store” di Windows 8.1 si può installare anche su un dispositivo Windows 8.1 e viceversa. Oltre a questa integrazione, ce ne sono anche altre con il Windows Store.